# Epoxid

Chemická struktura epoxidu glycidolu, meziproduktu chemické výroby

Epoxid je cyklický ether se třemi atomy v kruhu. Do tohoto kruhu lze přibližně vepsat rovnostranný trojúhelník, proto má molekula vysoké kruhové napětí. Toto napětí činí epoxidy reaktivnějšími, než jsou jiné ethery. Jednoduché epoxidy mají název podle původní sloučeniny ethylenoxidu neboli oxiranu, například chlormethyloxiran. Jako funkční skupina mají epoxidy prefix epoxy-, například ve sloučenině 1,2-epoxycyklohepten, která se nazývá také cykloheptenepoxid nebo prostě cykloheptenoxid.
Polymer obsahující nezreagované epoxidové jednotky se nazývá polyepoxid nebo epoxidová pryskyřice (někdy jen epoxid). Epoxidové pryskyřice se používají jako lepidla, nátěrové hmoty nebo konstrukční materiály. Polymerizací epoxidu vzniká polyether, například ethylenoxid polymeruje na polyethylenglykol, též známý jako polyethylenoxid.

## Syntéza
Mezi hlavní průmyslově vyráběné epoxidy patří ethylenoxid a propylenoxid, jichž se vyrábí ročně přibližně 15 milionů, resp. 3 miliony tun. Epoxidace ethenu spočívá v katalytické reakci s kyslíkem podle této stechiometrické rovnice:
7 H2C=CH2 + 6 O2 → 6 C2H4O + 2 CO2 + 2 H2O
Přímá reakce kyslíku s alkeny je použitelná jen pro tento epoxid. U jiných alkenů, ani u propenu, to takto nefunguje.

### Peroxidace alkenů
Většina epoxidů se vyrábí působením peroxidových reagencií na alkeny, které se tak oxidují atomárním kyslíkem. Mezi typická peroxidová reagencia patří peroxid vodíku, peroxykarboxylové kyseliny (vznikající přímo v místě reakce nebo předem připravené) a alkylhydroperoxidy. Ve specializovaných aplikacích se využívají i jiná peroxidová reagencia, například dimethyldioxiran.
V největším měřítku se tento postup používá při výrobě propylenoxidu z propenu buď pomocí t-butylhydroperoxidu nebo ethylbenzenhydroperoxidu. Pro laboratorní operace se častěji používá Priležajevova reakce. Ta je založena na oxidaci alkenu peroxykyselinou, například kyselinou meta-chlorperoxybenzoovou (m-CPBA). Lze to ilustrovat na epoxidaci styrenu kyselinou perbenzoovou na styrenoxid.

Reakce probíhá mechanismem běžně známým jako "motýlkový mechanismus". Na peroxid se díváme jako na elektrofil, zatímco alken je nukleofil. Reakci lze považovat za koordinovanou.
Hydroperoxidy se využívají také v katalytických enantioselektivních epoxidacích, například v Sharplessově epoxidaci nebo v Jacobsenově epoxidaci. V takových případech je kyslík dodáván oxidem nebo peroxidem kovu. Společně s Shiovou epoxidací jsou tyto reakce užitečné pro syntézu chirálních epoxidů.

### Intramolekulární SN2 substituce
Tato metoda je variantou Williamsonovy syntézy etherů. V tomto případě alkoxidový iont intramolekulárně nahradí chlorid. Prekurzory se nazývají halogenhydriny (halohydriny). Například pro 2-chlorpropanol:
Přibližně polovina světové produkce propylenoxidu vzniká touto cestou.

### Johnsonova-Coreyova-Čajkovského reakce
V Johnsonově-Coreyově-Čajkovského reakci vznikají epoxidy z karbonylových skupin a ylidů sulfonia.

## Reakce
Následující reakce jsou typické pro epoxidy.
- Nukleofilní adice na epoxid může být katalyzována zásadou nebo kyselinou.
- V kyselém prostředí nukleofil napadá atom uhlíku, čímž vznikne nejstabilnější karbokation, tedy nejsubstituovanější uhlík (podobný haloniovému iontu). V zásaditém prostředí nukleofil napadá nejméně substituovaný uhlík, v souladu se standardním reakčním procesem nukleofilní SN2 adice.
- Hydrolýza epoxidu za přítomnosti kyselého katalyzátoru poskytuje glykol. Proces hydrolýzy lze považovat za nukleofilní adici vody k epoxidu v kyselém prostředí.
- Redukce epoxidu hydridem lithia a hliníku a vodou poskytuje alkohol. Tento redukční proces lze považovat za nukleofilní adici hydridového iontu k epoxidu v zásaditém prostředí.
- Redukce chloridem wolframovým a n-butyllithiem poskytuje alken. Tato reakce je v podstatě deepoxidace.[8]

## Perepoxidy
Perepoxidy jsou epoxidy s jedním atomem kyslíku navíc. Jsou izoelektronové a izostrukturální s příbuznými sulfoxidy odvozenými od episulfidů, které jsou dobře popsány. Perepoxidy jsou navrženy k použití jako meziprodukty pro fotosenzitivní oxidaci alkenů, jako když jsou zasychající oleje (složky některých barev a laků) vystaveny vzduchu a světlu. Tyto meziprodukty vznikají adicí singletového kyslíku ke dvojné vazbě. Perepoxidy se rychle přeuspořádávají na allylhydroperoxidy.